# Любимовка (Гуляйпольский район)
Люби́мовка (укр. Любимівка) — село,
Любимовский сельский совет,
Гуляйпольский район,
Запорожская область,
Украина.
Код КОАТУУ — 2321883501. Население по переписи 2001 года составляло 928 человек.
Является административным центром Любимовского сельского совета, в который не входят другие населённые пункты.

## Географическое положение
Село Любимовка находится у истоков реки Солёная,
на расстоянии в 3,5 км от села Орлинское (Великоновоселковский район).
Река в этом месте пересыхает, на ней сделано несколько запруд.

## История
- 1787 год — дата основания как село Святодуховка.
- В 1930 году переименовали в село Ворошиловка.
- В 1958 году переименовали в село Любимовка.

## Экономика
- Кооператив «Любимовский».

## Объекты социальной сферы
- Школа.
- Детский сад.
- Фельдшерско-акушерский пункт.

## Достопримечательности
- Братская могила советских воинов.